# Zanzarah: The Hidden Portal
| Сводный рейтинг       | Сводный рейтинг |
| Агрегатор             | Оценка          |
| --------------------- | --------------- |
| GameRankings          | 76,36 %         |
| Иноязычные издания    |                 |
| Издание               | Оценка          |
| GameSpot              | 7,6/10          |
| Русскоязычные издания |                 |
| Издание               | Оценка          |
| Absolute Games        | 80 %            |
| «Домашний ПК»         | [ 5 ]           |
| «Игромания»           | 9/10            |
| «Страна игр»          | 7,5/10          |

Zanzarah: The Hidden Portal (рус. Занзара: Скрытый портал) — компьютерная игра, разработанная немецкой студией Funatics Development в 2002 году. В России издана в 2003 году компанией «Руссобит-М» под названием Zanzarah. В поисках затерянной страны.

## Сюжет
Сюжет разворачивается около 18-летней Эми, которая живёт в сером, невзрачном Лондоне в районе Вестминстер. Однажды утром в её доме таинственным образом материализуется странное существо, похожее на гоблина из сказок. Существо оставляет на чердаке дома героини шкатулку с магической руной. Получив её, Эми получает возможность телепортироваться в волшебный мир, который называется «Занзара» (Zanzarah). Жителями этого сказочного мира являются гоблины, эльфы и гномы, и Белый Друид, а фауну составляют феи всевозможных видов.
Попав в Занзару, Эми узнаёт её историю — когда-то мир Занзары и человеческий мир были одним целым, где магические существа и люди жили в гармонии. Но затем настали тёмные времена — магическое сообщество стало подвергаться гонению со стороны людей. Тогда друиды, которые были на стороне магического народа, создали для него параллельный мир — Занзару. Один из друидов, Белый Друид, создал Стража — полу-магическое, полу-механическое существо, которое стало охранять границу между мирами.
В течение множества веков два мира жили в относительном процветании и если для людей путь в Занзару был прочно запечатан, то жители Занзары иногда наведывались в мир людей. Прошло время и магические силы Стража иссякли и он сломался — вместо защиты он стал агрессивен к тем, кого должен был защищать. В Занзаре начал распространяться Хаос: на дорогах выросли колючие кусты и валуны, а из расположенного под землёй Царства Теней вышли существа, называющиеся Тёмными Эльфами — Занзара постепенно из райского уголка превратилась в тюрьму для её же жителей и даже Белый Друид (из человеческих Друидов он теперь единственный в Занзаре) не может ничего с этим поделать. На фоне всего этого зародилось пророчество о том, что из человеческого мира прибудет избранный, который уничтожит силы тьмы и Стража, и откроет портал, который вновь объединит Занзару с человеческим миром. Эми понимает, что этот избранный — это она.
Пройдя через множества приключений и схваток Эми, наконец, спускается в Царство Тьмы, где находятся владения Стража. В самый последний момент у неё на пути встаёт Белый Друид, он против объединения миров — ведь тогда история может повториться. Эми побеждает Друида, а затем вступает в схватку со Стражем, который, в конечном итоге, тоже оказывается поверженным.
Финальный ролик демонстрирует, как во владения Стража открывается портал, ведущий в лондонский дом Эми. Через портал проносятся множества фей, которые затем вылетают в окно в сторону панорамы Вестминстерского дворца.

## Мир Занзары

### Расы
- Эльфы — низкорослые создания, выглядят почти идентично человеку, но вдвое меньше по росту. Одеваются в одежду обычно зелёного, розового и белого цвета, женщины — в платья примерно чуть ниже колен, мужчины — в мешковатые рубашки или рубашки с жилетками со штанами. Они обычно очень дружелюбны и являются великолепными артистами и музыкантами. Эльфы предпочитают селиться в лесах на юго-западе Занзары, их наиболее крупная деревня называется Эндева (Endeva). Они предпочитают строить простые дома из дерева, состоящие из одной комнаты. Также эльфов в большом количестве можно встретить в Тиралине (Tiralin) — городе, построенном эльфами, гномами и гоблинами в центре Занзары. Лидеров у эльфов нет, но в Тиралине имеется мэр. Их язык по звучанию очень напоминает французский. Любимые стихии фей — природа, вода, камень.
- Гномы — низкорослые, крепкие, бородатые, неприветливые. Одеваются в одежду коричневых и серых тонов, женщины — в платья до пола, мужчины — в камзол со штанами и внушительными сапогами. Их поселение называется Монагам (Monagham), оно скрыто в глубине пещер, под горами, на северо-западе Занзары. Единственный способ добраться до их поселения (за исключением рун телепортации), это дорога через лабиринты пещер, начинающаяся недалеко от Башни Гномов, которая представляет собой древний форпост. Лидером гномов является гном-мастер Квинлин. Из-за того, что гномы живут под землей, их часто путают с тёмными эльфами. Гномы — превосходные кузнецы и способны создавать фей из металла. Их язык напоминает немецкий. Любимые стихии фей — камень, пси, огонь, металл.
- Болотные гоблины тоже являются гуманоидами, но имеют отличительные черты лица и специфическую структуру кожи, из-за чего их не спутаешь с другими расами. Гоблины наиболее бедные из всех народов Занзары, что отражается на их одежде. Мужчины одеваются в холщовые штаны, изредка в красноватые камзолы, на женщинах вообще нет одежды, они покрыты чешуей. Подобно эльфам, они примерно в два раза меньше человеческого роста и довольно дружелюбны. Однако, их привычка селиться в заболоченных областях восточной части Занзары, делает их деревню, Данмор (Dunmore), весьма непривлекательной для путешественника. Главным среди гоблинов является пророк Мовит. Гоблины известны как рыболовы, охотники и путешественники, в отличие от эльфов и гномов, которые предпочитают сидеть дома. Свои дома они строят на сваях, над поверхностью болота. Их язык не похож ни на какой человеческий. Любимые стихии фей — вода, пси, природа.
- Тёмные эльфы — низкорослые существа наподобие эльфов. Кожа у них невероятно бледная и покрыта красными узорчатыми татуировками. В одежде предпочитают красные, черные, коричневые тона, и она напоминает военные мундиры или клоунские наряды. Грубые, злые и хамоватые существа. Эми придётся терпеть от них много оскорблений. Их родной дом — Царство тьмы. Из-за этого они плохо переносят солнечный свет и открытые пространства. У тёмных эльфов есть свой вождь и генерал. С другими народами Занзары они не сообщаются, даже враждуют. Особо никакой деятельностью не занимаются, но очевидно являются хранителями Стража. Их язык также, как и у гномов, напоминает немецкий, но более шипящий и грубый (вероятно, это связано с тем, что тёмные эльфы и гномы все же имеют какую-то родственную связь, или же все дело в том, что оба народа живут под землей). Любимые стихии фей — тьма, хаос, огонь, лед.
- Феи — крылатые существа и столпы магии в мире Занзара. Обитают в каждом его уголке и различаются по внешнему виду. Они предстают в виде ангельских созданий света, огненных драконов или крылатых полярных медведей. Их размеры не превышают 20—25 сантиметров. Каждую фею окружает энергетическая аура, которая показывает, к какой стихии принадлежит фея. Существует 12 стихий: природа, воздух, вода, камень, свет, тьма, энергия, пси, лед, огонь, хаос и искусственно созданная гномами стихия металл. У последних нет собственной ауры, это связано с их искусственностью. Стихии могут быть эффективны и неэффективны по отношению к друг другу (например, феи воды легко сражаются с феями огня, но зато уязвимы перед феями льда).

Как правило, дикие феи не показывают (или не хотят показывать) каких-либо признаков интеллекта, ограничиваясь насмешками и боевыми кличами. Но некоторые из них, особенно те, кто связаны со светом и тьмой, иногда обнаруживают способность обучаться и разговаривать. Всего в Занзаре 4 феи, которые могут говорить: тьмы, света, камня и природы. Диких фей можно поймать при помощи специальных сфер, пленённые феи больше не считаются разумными, они становятся частью силы своего повелителя. В большинстве случаев, плененная фея слабеет и её уровень понижается.

### Другие персонажи
- Друид — человек из мира людей. Когда люди открыли охоту на волшебных существ, Друид закрыл границу между их миром и Занзарой, а также создал охраняющего границу Стража с помощью гнома-механика Квинлина. Когда Квинлин и Друид поссорились, маг запер Квинлина в его мастерской, а стража перенёс в Тёмный собор, в котором создание продолжает разъединять миры. Друид отрёкся от своего земного имени и остался жить в Занзаре, в благодарность жители Занзары фактически провозгласили его своим правителем и построили ему дом в облаках. По внутриигровым законам любое волшебство когда-нибудь заканчивается, поэтому граница между мирами когда-нибудь снова откроется. Магические чары Стража иссякли и превратились в свою противоположность, он стал вредить Занзаре, при этом Друид не желает воссоединения миров. Для того, чтобы помешать Эми в её миссии, он освободил тёмных эльфов, запер Квинлина на старой фабрике гномов, а по всей Занзаре закрыл дороги терновыми кустами и валунами. Делая всё это, он пытается сохранить имидж благодетеля Занзары.
- Продавцы заклинаний — красные существа с крыльями и колпаками, продают заклинания для фей. При продаже игрок платит 2 золотые монеты и ему показывают список со случайными заклинаниями. Количество полезных заклинаний увеличится после нахождения клевера.
- Лесные филины разлетелись по всей ЗанЗаре (их нет только в Царстве тьмы), чтобы помочь Эми в её приключении. Филины будут рассказывать о той местности, в которой они расположены, и иногда помогать советами.
- Мерцающие огни — небольшие болотные огоньки, парящие над землей. Открывают полезные или необходимые для прохождения игры уголки локаций.

## Игровой процесс
Игровой процесс в Zanzarah: The Hidden Portal следует традициям игр Final Fantasy: игровой процесс делится на два этапа: сражения и исследование окружающего мира. На этапе исследования игрок должен провести Эми сквозь мир Занзары. Свобода передвижения ограничена многочисленными препятствиями, такими, как колючий кустарник, огромные валуны, враги, двери, подъёмники, к которым нужно найти ключи и т. д.
Как и в любой классической приключенческой игре, Эми исследует окружающий мир, решает различные головоломки, собирает предметы и взаимодействует с персонажами. Также присутствует такой аспект, как исцеление, восстановление магических способностей, использование заклинаний.
Эми может использовать магические руны для телепортации в практически любые ключевые локации, при условии, что она нашла соответствующие руны. Одна из них может даже телепортировать её обратно в Лондон.
В игре практически невозможно погибнуть, кроме определённых случаев, таких, как гибель в трясине, падение со скалы или в лаву. И даже, если Эми «погибает», она возобновляет свой путь со входа в локацию, имея в распоряжении весь инвентарь и статистику, предшествующие точке её «гибели».
Этап сражений начинается в тот момент, когда Эми атакуют дикие феи или начинается волшебная дуэль, и заканчивается, когда все враги побеждены. Если Эми проигрывает волшебную дуэль, она переносится в начало входа в локацию в том состоянии, в котором она находилась до начала сражения (следует применять сохранение).

## Продолжение и ремейк
Дополнение — Zanzarah: The Lost Village (рус. Zanzarah. Пропавшая деревня, неофициальное название, используемое фанатами игры) находилось в разработке в 2002 году, но позднее проект был ликвидирован. Сохранились некоторые скриншоты и трейлер неизданного дополнения. В трейлере видно, как некий гном экспериментирует над феями, видимо с целью создания непобедимой особи, однако ситуация выходит из под его контроля — одна из фей сбегает. Теперь Занзаре снова необходима помощь человеческой девушки по имени Эми.

## Саундтрек
Большинство композиций было написано немецким композитором Кингом Эйнштейном (King Einstein), который также известен своей работой над играми серии Cultures. Заглавная музыкальная тема «Come With Me» была написана и исполнена британо-латвийской певицей Karina Gretere, которую некоторые сравнивают с Энией.
В Lineage 2 (локация: Giran, Warehouse) играет композиция из таверны в Тиралине. Полный саундтрек можно бесплатно скачать с официального сайта Funatics (недоступная ссылка).